# Wataru Kubo
Pour les articles homonymes, voir Kubo.
Wataru Kubo (久保 亘, Kubo Wataru) est un homme politique japonais du parti social-démocrate (PSD) puis du parti démocrate du Japon. Il a été vice-Premier Ministre du Japon et ministre des finances du 5 janvier 1996 au 7 novembre 1996.

## Jeunesse et éducation
Kubo est né dans la préfecture de Kagoshima le 15 janvier 1929. Il a obtenu son baccalauréat à l'Université de Hiroshima en 1952. 

## Carrière
Kubo a commencé sa carrière en tant que professeur de lycée. Il s'est ensuite impliqué dans la politique, ainsi en 1963, il a été élu à l'assemblée préfectorale de Kagoshima où il a fait trois mandats. Il a été élu à la Chambre haute pour Kagoshima,. Jusqu'en 1993, il a été président et membre de différents comités de cette Chambre haute, y compris le comité du budget et des finances,. En septembre 1993, il a été nommé secrétaire général du PSD lorsque le chef du parti était Tomiichi Murayama,. Il a également été stratège en chef de la politique financière et vice-président du parti,.
Il a servi comme vice-premier ministre et ministre des Finances du 5 janvier au 7 novembre 1996, dans le premier cabinet du Premier ministre Ryutaro Hashimoto à la suite d'une coalition entre le parti libéral-démocrate et le nouveau parti pionnier,. Le mandat de Kubo a pris fin lorsque Hashimoto a inauguré son deuxième cabinet et que les partis de la coalition PSD et le nouveau parti pionnier sont restés en dehors du gouvernement. Kubo a été remplacé par Hiroshi Mitsuzuka comme ministre des finances.
Kubo a quitté le PSD le 6 janvier 1997, en raison des désaccords avec le chef du parti Takako Doi,. Après sa démission, Kubo a rejoint le Parti démocrate du Japon (PDJ). Il est devenu un membre de la chambre haute avec le PDJ. Il a pris sa retraite politique en tant que membre du PDJ en juin 2001 après avoir effectué quatre mandats à la chambre haute, étant un représentant de la préfecture de Kagoshima,.

## Vie privée
Kubo avait un rang élevé dans le kendo. Il a reçu l'Ordre du Soleil levant en novembre 2001, cet ordre est la plus haute distinction japonaise après l'Ordre du Chrysanthème.

## Mort
Kubo est mort dans un hôpital de Kagoshima le 24 juin 2003. Il avait alors 74 ans.